# Take Shelter – Ein Sturm zieht auf
Take Shelter – Ein Sturm zieht auf (Originaltitel: Take Shelter, engl. für „Suche Schutz!“) ist ein US-amerikanisches Filmdrama aus dem Jahr 2011.

## Handlung
Der Arbeiter Curtis LaForche lebt mit seiner Frau Samantha und seiner hörbehinderten Tochter Hannah in einer Kleinstadt in Ohio. Er wird von beunruhigenden Visionen und Träumen heimgesucht, in denen er einen vernichtenden Sturm aufziehen sieht. Es regnet Öl, Menschen verhalten sich ihm und seiner Familie gegenüber feindselig. Schließlich wendet sich auch seine Frau gegen ihn.
Curtis geht davon aus, dass seine Visionen wahr werden, und steigert sich in die Idee hinein, seine Familie vor dem kommenden Ereignis schützen zu müssen. Dennoch schließt er nicht aus, dass er psychisch erkrankt ist, zumal seine Mutter seit Jahren an Schizophrenie leidet. Er besucht seine im Heim lebende Mutter, stellt aber fest, dass die von ihr beschriebenen Symptome nicht mit seinen übereinstimmen.
Unterdessen baut er einen alten, im Garten befindlichen Tornadoschutzbunker aus. Er erwirbt einen Container und erweitert mit diesem den Bunker. Bei den Arbeiten hilft ihm sein Freund und Arbeitskollege Dewart, die notwendigen Maschinen stammen von seinem Arbeitgeber, der über die Nutzung jedoch nicht informiert wurde.
Curtis zweifelt weiterhin an seiner mentalen Gesundheit. Den von seinem Hausarzt empfohlenen Psychiater sucht er zunächst nicht auf – er findet ihn zu teuer und seine Praxis zu weit entfernt. Stattdessen liest er psychologische Fachbücher und wendet sich an Therapeuten des staatlichen Gesundheitssystems. Deren Nutzen stellt er spätestens dann in Frage, als die bisherige Therapeutin abgelöst wird und ihm dämmert, dass der schlecht informierte Nachfolger die offenbar standardisierte Behandlung von vorn beginnen möchte.
Die fortwährenden Träume setzen ihm gesundheitlich immer mehr zu. Derweil entfremdet er sich weiter von seiner Familie. Seine Frau Samantha wirft ihm vor, durch die Ausgaben, die er für den Ausbau des Schutzbunkers tätigt, die Operation der Tochter, der ein Hörgerät implantiert werden soll, zu gefährden.
Nachdem sein Arbeitgeber erfahren hat, dass Curtis ohne seine Erlaubnis die Baumaschinen benutzt hat, kündigt er ihm. Sein Freund Dewart wird unbezahlt beurlaubt. Die Operation der Tochter scheint endgültig gefährdet, da Curtis mit seiner Arbeitsstelle auch den großzügigen Krankenversicherungsschutz, den sein Arbeitgeber gewährt hat, verliert.
Es wird deutlich, dass seine Frau trotz der Probleme, die Curtis’ sonderbares Verhalten mit sich bringt, zu ihm halten wird. Bei einer Nachbarschaftsfeier kommt es zum Eklat. Zunächst geraten Curtis und Dewart gewalttätig aneinander, anschließend erklärt er den Anwesenden, dass er nicht verrückt sei. Vielmehr werde er entsprechend vorbereitet sein, wenn der Sturm aufzieht.
Kurz darauf wird die Familie in der Nacht von Tornadosirenen geweckt. Es stürmt, und die Familie sucht den Schutzbunker auf. Sie legen Gasmasken an und warten ab. Da der Bunker von der Außenwelt abgeschirmt ist, ist unklar, was sich an der Oberfläche abspielt. Nach einiger Zeit legt Samantha die Gasmaske ab und fordert Curtis auf, die Bunkertür zu öffnen. Dieser geht jedoch davon aus, dass der Sturm weiterhin tobt. Er kann seine Furcht nicht überwinden und reicht seiner Frau den Schlüssel. Sie macht ihm klar, dass er die Tür öffnen müsse, um sich seinen Ängsten zu stellen. Curtis öffnet schließlich die Tür. Die Sonne scheint. Aufräumarbeiten sind im Gange, der Sturm hat jedoch nur geringe Sachschäden angerichtet.
Samantha kann Curtis dazu bewegen, mit ihr den Psychiater aufzusuchen. Dieser geht von einer psychischen Erkrankung aus und sieht die Möglichkeit, die Krankheit zunächst medikamentös in Schach zu halten, um der Familie den bald anstehenden Urlaub im Ferienhaus in Myrtle Beach zu ermöglichen. Er rät jedoch zu einer anschließenden stationären Therapie in der Psychiatrie.
In Myrtle Beach baut Curtis mit seiner Tochter am Strand Sandburgen. Hannah blickt auf den Ozean hinaus und formt in Gebärdensprache das Wort „Sturm“. Als Samantha aus dem Ferienhaus tritt, bemerkt sie ölige Regentropfen auf ihrer Hand. Ein gewaltiger Sturm zieht auf, mehrere Tornados sind am Horizont zu sehen. Samantha und Curtis nicken sich wissend zu. Das Wasser zieht sich zurück, und in der Ferne sieht man einen Tsunami, der auf die Küste zurollt.

## Hintergrund
Gedreht wurde in Elyria, Ohio.
Um die Szenen mit Hannah möglichst authentisch verwirklichen zu können, wollte Jeff Nichols die Rolle mit einem Mädchen besetzen, das tatsächlich gehörlos ist. Nachdem das Filmteam bereits mehrere Gehörlosenschulen in Ohio besucht hatten, lernten sie schließlich im Sommer 2010 an der Ohio School for the Deaf in Cleveland Tova Stewart kennen. Das Mädchen hatte zu diesem Zeitpunkt noch nie geschauspielert und absolvierte ihr letztes Jahr in der Kindergarten-Gruppe der Schule. Nach erfolgreichen Probeaufnahmen bekam sie schließlich die Rolle.
Seit seinem US-Kinostart am 30. September 2011 konnte der Film bisher, bei einem Produktionsbudget von 4,75 Mio. US-Dollar, weltweit etwa 4,97 Mio. US-Dollar einspielen. Der deutsche Kinostart war der 22. März 2012.

## Kritik
„Suggestiver Katastrophenfilm, der seinen Schrecken nicht als Effektspektakel, sondern als atmosphärisch dichtes psychologisches Drama entfaltet.“

„Statt Spezialeffektgewitter auf den Zuschauer niederprasseln zu lassen, setzt Jeff Nichols auf das eindringliche Spiel seiner Schauspieler (grandios: Michael Shannon). Dazu spielt er David Wingos unheimliche Musik ein mit ihrem einfach-fließenden Leitmotiv. Heraus kommt: eine fesselnde Allegorie über Amerikas Angst vor dem Niedergang. Beunruhigend.“

„Natürlich sind es Bilder, Szenen und Geschichten, die man vorher schon mal gesehen hat, aber nicht derart eindringlich inszeniert, mit so einem klaren Blick für das Leben und das menschliche Miteinander in der amerikanischen Provinz, die Ängste. ‚Take Shelter‘ hat unglaublich viele starke Momente und lässt den Zuschauer auch lange nach den 120 Minuten nicht los.“

„Die hypnotischen Bilder von Kamera-As Adam Stone signalisieren ergreifende apokalyptische Untergangsstimmung, ebenso wie die sensiblen Klänge von David Wingo. ‚Take Shelter‘, also ‚Zuflucht‘, ist ein erstklassiges atmosphärisches Psychodrama und eine packende Filmmetapher für die vorhandene amerikanische Unruhe in der Mittelschicht. Ein grandioser Schauspieler-Film.“

## Deutsche Produktion
Die deutsche Fassung wurde von TV+Synchron Berlin produziert.